# Parafia św. Michała Archanioła w Karlinie
Parafia pw. Świętego Michała Archanioła w Karlinie - parafia należąca do dekanatu Białogard, diecezji koszalińsko-kołobrzeskiej, metropolii szczecińsko-kamieńskiej. Została utworzona w 1951 roku. Siedziba parafii mieści się przy Placu Jana Pawła II.

## Miejsca święte

### Kościół parafialny
Kościół pw. św. Michała Archanioła w Karlinie
Kościół parafialny został zbudowany w 1509 w stylu gotyckim.

### Kościoły filialne i kaplice
- Kościół pw. św. Józefa Oblubieńca Najświętszej Maryi Panny w Lubiechowie
- Punkt odprawiania Mszy św. w Kowańczu
- Punkt odprawiania Mszy św. w Rościnie